# Tom Gehrels
Anton Marie Jacob (Tom) Gehrels (Haarlemmermeer, 21 februari 1925 – Tucson, 11 juli 2011) was een Amerikaans astronoom van Nederlandse afkomst. 
Gehrels groeide op in Halfweg en was tijdens de Tweede Wereldoorlog actief in het verzet. In 1945 werd hij twee maal in Nederland gedropt door het Bureau Bijzondere Opdrachten. Na de oorlog studeerde hij astronomie aan de Rijksuniversiteit Leiden. Begin jaren 1950 emigreerde Gehrels naar de Verenigde Staten. Hij promoveerde in 1956 aan de Universiteit van Chicago bij Gerard Kuiper op een proefschrift met de titel Photometric Studies of Asteroids. 
Uiteindelijk verbond hij zich aan het Lunar and Planetary Laboratory in Tucson, Arizona. Vanwege de groei van de stad en de daarmee gepaard gaande lichtvervuiling, werd in de jaren 1960 een nieuwe locatie voor waarnemingen gezocht. De Steward Observatory werd gebouwd op Kitt Peak. Op Gehrels' initiatief was het de eerste sterrenwacht die werd uitgerust met een CCD.
Samen met Kees van Houten en diens echtgenote Ingrid van Houten-Groeneveld heeft hij duizenden planetoïden en kometen ontdekt. Daarnaast heeft hij vele boeken geschreven en heeft hij samen met de Amerikaanse astronoom Bob McMillan het project Spacewatch opgezet. In 2007 ontving hij de Masursky Award. Gehrels onderwees eens per jaar in India waar hij verbonden was aan het Physical Research Laboratory in Ahmedabad.
De laatste periode van zijn leven hield Gehrels zich voornamelijk bezig met theoretische vraagstukken.
Zijn zoon Neil Gehrels (1952-2017) was astrofysicus.
Planetoïde (1777) Gehrels is naar hem vernoemd. 
- Bibsys: 90239677
- Bibliothèque nationale de France: cb12285058z (data)
- Catàleg d'autoritats de noms i títols de Catalunya: 981058608281006706
- CiNii: DA00716294
- Gemeinsame Normdatei: 118907476
- International Standard Name Identifier: 0000 0001 1032 1981
- Library of Congress Control Number: n79097311
- Mathematics Genealogy Project: 172418
- Nationale Bibliotheek van Tsjechië: stk2009477126
- Nationale bibliotheek van Australië: 35162700
- Nationale Bibliotheek van Israël: 987007261657305171
- Nationale Bibliotheek van Polen: a0000003776305
- Nederlandse Thesaurus van Auteursnamen: 07175234X
- Istituto Centrale per il Catalogo Unico: MILV105030
- Système universitaire de documentation: 031681824
- Trove: 847518
- Virtual International Authority File: 108488997
- WorldCat: E39PBJpV9pwCryqcdtgRtrkYyd